# Flugplatz Annette Island

i7
i11
i13

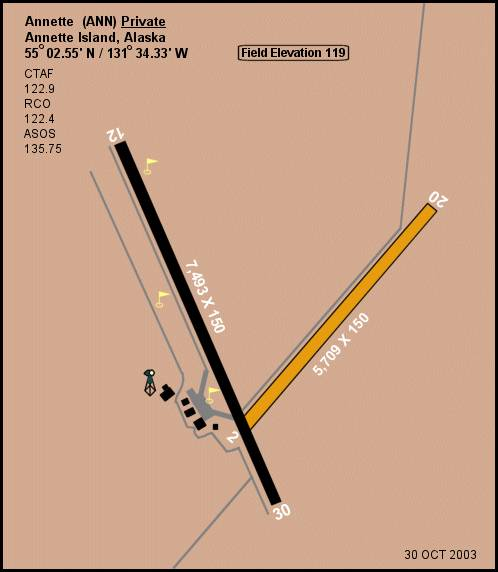
Grafische Darstellung des Flughafens Annette Island

Der Flugplatz Annette Island (englisch Annette Island Airport, IATA-Code: ANN, ICAO-Code: PANT, FAA-LID: ANN) ist ein Flugplatz auf Annette Island im Südwesten von Alaska. Der Flugplatz wird von der „Metlakatla Indian Community“ betrieben.  Er befindet sich rund 9 km südlich von Metlakatla (Alaska). Der Flugplatz wurde ursprünglich als Annette Island Army Airfield gebaut und wurde während des Zweiten Weltkriegs als Luftwaffenstützpunkt genutzt.

## Infrastruktur und Flugzeuge
Der Flughafen hat zwei Pisten:
- 12/30: 2284 × 46 Meter Asphalt
- 02/20:  1740 × 46 Meter Kies

## Geschichte
Vor der Eröffnung des Ketchikan International Airports (KTN) im Jahre 1973 war der Annette Island Airport der wichtigste Flugplatz im Linienflugverkehr für die Region um Ketchikan, einer Stadt, welche sich rund 32 km nördlich des Flughafens befindet.
Im Jahre 1947 sah der Flugplan der Pan American World Airways für Annette Island wie folgt aus:
| täglich                                        | Flug 905  | Flug 901  | Flug 903  |
| Seattle ab                                     | 05:30 Uhr | 06:00 Uhr | 07:00 Uhr |
| Annette Island an                              | 10:05 Uhr | 10:35 Uhr | 11:35 Uhr |
| Annette Island ab                              | 10:25 Uhr | 11:10 Uhr | 11:55 Uhr |
| Juneau an                                      | 12:10 Uhr | 12:55 Uhr | 13:40 Uhr |
| Juneau ab                                      |           |           | 14:00 Uhr |
| Whitehorse an                                  |           |           | 14:15 Uhr |
| Whitehorse ab                                  |           |           | 14:35 Uhr |
| Fairbanks an via Burwash Landing und Tanacross |           |           | 16:35 Uhr |
|                                                |           |           |           |
| Montags, Mittwochs, Freitags                   |           |           | Flug 921  |
| Fairbanks ab                                   |           |           | 18:00 Uhr |
| Nome an                                        |           |           | 21:10 Uhr |
|                                                |           |           |           |
| Sonntags                                       |           |           | Flug 931  |
| Fairbanks ab                                   |           |           | 17:30 Uhr |
| Bethel an via McGrath und Aniak                |           |           | 21:25 Uhr |

| Sonntags                                        | Flug 932  |           |           |
| Bethel ab                                       | 21:55 Uhr |           |           |
| Fairbanks an via Aniak und McGrath              | 01:50 Uhr |           |           |
|                                                 |           |           |           |
| Montags, Mittwochs, Freitags                    | Flug 922  |           |           |
| Nome ab                                         | 22:05 Uhr |           |           |
| Fairbanks an                                    | 03:25 Uhr |           |           |
|                                                 |           |           |           |
| täglich                                         | Flug 904  | Flug 902  | Flug 906  |
| Fairbanks ab                                    | 05:45 Uhr |           |           |
| Whitehorse an via Tanacross und Burwash Landing | 09:45 Uhr |           |           |
| Whitehorse ab                                   | 10:05 Uhr |           |           |
| Juneau an                                       | 12:20 Uhr |           |           |
| Juneau ab                                       | 12:40 Uhr | 14:10 Uhr | 14:40 Uhr |
| Annette Island an                               | 14:25 Uhr | 15:55 Uhr | 16:25 Uhr |
| Annette Island ab                               | 14:45 Uhr | 16:15 Uhr | 17:00 Uhr |
| Seattle an                                      | 19:20 Uhr | 20:50 Uhr | 21:35 Uhr |

Später benutzte PanAm die Douglas DC-6B und die Boeing 377 am Flughafen. Während der späten 1950er Jahre verband Pacific Northern Airlines Annette Island mit Lockheed Constellation mit Nonstop-Flügen nach Seattle und Juneau. Zudem gab es auch Direktflüge nach Anchorage, Cordova und Yakutat. Die ersten Jets erreichten den Flughafen in den frühen 1960er Jahren. Im Jahr 1963 flog die PanAm mit einer Boeing 707 täglich die Strecke Seattle – Annette Island – Juneau. Ab 1965 nutzte Pacific Northern Boeing 720 auf Nonstop-Flügen nach Seattle und Juneau, wie auch auf Flügen nach Anchorage via Juneau. Im Jahr 1967 wurde Pacific Northern von Western Airlines übernommen, welche den Flugbetrieb aufrechterhielt. Im Jahre 1968 wurden erstmals Boeing 720B sowohl auf Nonstop-Flügen nach Juneau und Seattle als auch auf Direktflügen nach Portland (Oregon), San Francisco und Los Angeles eingesetzt. Im Jahr 1971 sprach die Civil Aeronautics Board Alaska Airlines die Strecken der Western Airlines zu.
Mit der Eröffnung des Ketchikan International Airport im Jahre 1973 verlor Annette Island alle Linienflüge, da sämtliche Fluggesellschaften nach Ketchikan umzogen. Vor dem Umzug nutzte Alaska Airlines Amphibienflugzeuge (Consolidated PBY Catalina und Grumman Goose) für den kurzen Flug zwischen dem Flughafen von Annette Island und der Wasserlandestelle von Ketchikan, wie auch zu anderen Zielen im südöstlichen Alaska.

## Zwischenfälle
- Am 26. Oktober 1947 flog eine Douglas DC-4 der Pan American World Airways (Luftfahrzeugkennzeichen NC88920) nach einer abgebrochenen Zwischenlandung auf dem Flughafen Annette Island bei schlechten Witterungsbedingungen gegen den Tamgas Mountain. Bei diesem CFIT (Controlled flight into terrain) wurden alle 18 Insassen getötet, 5 Besatzungsmitglieder und 13 Passagiere.[17]

- Am 22. Februar 1949 geriet eine Curtiss C-46A Commando der US-amerikanischen Golden North Airways (Luftfahrzeugkennzeichen unbekannt) auf der vereisten Landebahn auf dem Flughafen Annette Island bei Seitenwind von der Bahn herunter. Die Maschine kam in unwegsamem Gelände zum Stehen, überschlug sich und fiel zurück. Alle sechs Insassen, vier Besatzungsmitglieder und zwei Passagiere, überlebten den Unfall.[18]